# Rezerwat przyrody Zachełmie
Rezerwat przyrody Zachełmie – rezerwat przyrody nieożywionej w gminie Zagnańsk, w powiecie kieleckim, w województwie świętokrzyskim. Znajduje się w miejscowości Zachełmie, na wschód od kościoła pw. św. Marcina i Rozalii oraz na zachód od wzniesienia Góry Chełmowej (399,4 m n.p.m.), w obrębie otuliny Suchedniowsko-Oblęgorskiego Parku Krajobrazowego.
Zajmuje powierzchnię 7,94 ha (akt powołujący podawał 7,95 ha).
Został utworzony w 2010 r. celem zachowania ze względów społecznych, naukowych i dydaktycznych terenu kamieniołomu Zachełmie ze stanowiskiem paleontologicznym najstarszych na świecie tropów czworonogów wraz z formami tektonicznymi, skałami i minerałami.
Rodzaj, typ i podtyp rezerwatu:
- rodzaj – przyrody nieożywionej;
- ze względu na dominujący przedmiot ochrony: typ – geologiczny i glebowy, podtyp – stanowisk paleontologicznych;
- ze względu na główny typ ekosystemu: typ – skalny, podtyp – skał osadowych.

Według obowiązującego planu ochrony ustanowionego w 2013 roku, obszar rezerwatu objęty jest ochroną czynną.
W latach 2002–2008 na terenie obecnego rezerwatu Grzegorz Niedźwiedzki wraz z Piotrem Szrekiem odkryli skamieniałości czworonogów, których wiek ocenia się na 395 milionów lat, pozostawione przez prawdopodobnie najstarsze znane czworonogi (tetrapody).